# Дарвин (Миннесота)
Дарвин (англ. Darwin) — город в округе Микер, штат Миннесота, США. На площади 2,1 км² (1,9 км² — суша, 0,2 км² — вода), согласно переписи 2002 года, проживают 276 человек. Плотность населения составляет 142,3 чел./км².
- Телефонный код города — 320
- Почтовый индекс — 55324
- FIPS-код города — 27-14842[1]
- GNIS-идентификатор — 0642644[2]